# Francisco Furtado de Mendonça e Meneses
Francisco Furtado de Mendonça e Meneses ou Menezes, da vila de Ponte de Lima, fidalgo da Caza Real” (Memórias Paroquiais de 1758), cavaleiro da Ordem de Cristo; senhor da Barca, Souto de Rebordões, Castelo de Neiva, Torre de Magalhães e Leomil, Casas e morgados da Freiria, de Argemil, Ferreiras e Antas.

## Dados genealógicos
Filho de: 
- João Manuel de Meneses, que veio a instalar-se no «arrabalde além da ponte» (Santa Marinha de Arcozelo - Ponte de Lima), que casou com Francisca Luísa Ferreira de Mendonça, natural de Ponte de Lima[4], filha de Francisco Ferreira Furtado de Mendonça, morgado de Argemil, e de Maria de Mendonça Dantas, filha de Gaspar dos Reis Dantas, foi o herdeiro de seu irmão Fradique, ambos filhos de Afonso de Meneses, mestre-sala de D. João IV, [5].

Casou comː
- D. Maria Luiza de Valadares e Amaral[6] ou D. Mariana Luiza de Valadares Amaral, natural da Sé (Porto)[4] natural de Barbeita[7], herdeira da Casa de Oliveira de Azeméis, filha de João de Valadares Carneiro, fidalgo da Casa Real, e de Margarida Madalena de Souto Maior, naturais da freguesia da Sé do Porto[4] ou de D. Eugénia Margarida de Menezes, da Casa de Barbeita.[2][8]

Tiveramː
- João Manuel de Meneses (Ponte de Lima, em 1705 - 1769[9]), foi quem herdou os morgadios detidos pela família. Casou, em Lisboa, em 1725[10], com Maria Rosa Câmara e Meneses, filha do almotacé-mor do reino, João Gonçalves da Câmara Coutinho e de Luísa de Meneses, dama do paço. Com geração[5].
- D. Leonor Maria Manuel de Menezes, natural de Santa Marinha de Arcozelo, Ponte de Lima, casada com António Jacinto de Sottomayor ou António Jacinto de Lira e Trancozo Soto Mayor, natural de Lira e Senhor da mesma terra̪ na Galiza. Com geração[11][12].
- D. Luísa Manuel Meneses casada com seu primo Manuel Carlos Bacelar, fidalgo escudeiro da Casa Real (1737[13]), 3.º administrador do vínculo da Casa do Carboal, em Covas, residentes em Covas, e em São Miguel de Fontoura[14]. Com geração.
- D. Francisca Rosa Maria de Menezes casada com Tadeu Luiz Lopes de Carvalho Camões Fonseca e  Castro, moço fidalgo do Paço Real; senhor de Abadim e Negrelos, e do morgado da Camoeira; cavaleiro professo da Ordem de Cristo[2][15].
- D. Mariana Plácida de Menezes segunda mulher de Manuel de Sá Pereira ( -  1764), fidalgo da Casa Real; cavaleiro da Ordem de Cristo; mestre-de-campo do terço dos Auxiliares de Coimbra (patente de 24 de Outubro de 1733); senhor da Casa de Condeixa, e da Quinta da Anadia[2][16].
- D. Maria Próspera de Menezes casada com Tomé José de Sousa. Com geração[7].
- D. Margarida Cecília de Menezes, de Ponte de Lima, familiar do Santo Ofício (15 de Julho de 1732)[4], que morreu em 1745, deixando viúvo Afonso Baptista Aguiar da Gama Monroy Sequeira de Avilez e Silva (Campo Maior, 7 de Fevereiro de 1711[17] - Elvas, 4 de Novembro de 1748), moço fidalgo da Casa Real, enterrado na Igreja do Salvador de Elvas onde sua família tinha jazigo. Este seria filho primogénito de D. João Aguiar Mexia de Avilez e Silveira ( - Elvas, 5 de fevereiro de 1767), moço fidalgo e comendador da Ordem de Cristo[18] e de Dona Francisca Xavier Felipa da Gama Sottomayor ( - 19 de outubro de 1723), filha de Afonso da Gama Palha e Ana Maria da Silva Sottomayor Valadares. Ou então, de D. Francisca Maria de Monroy[17], filha de Frei D. Rodrigo de Aguilar Brito e Monroy, cavaleiro professo da Ordem de São João de Malta[19][20].